# Grijskeelcasiornis
De grijskeelcasiornis (Casiornis fuscus; synoniem: Casiornis fusca) is een zangvogel uit de familie tirannen (Tyrannidae).

## Verspreiding en leefgebied
Deze vogel is endemisch in Brazilië en komt voor in alle noordoostelijke staten alsook in Pará, Mato Grosso, Goiás, Tocantins en Minas Gerais.

## Status
De grootte van de populatie is niet gekwantificeerd maar de soort wordt omschreven als vrij algemeen. Op de Rode lijst van de IUCN heeft deze soort de status niet bedreigd.